# Municipio de North Franklin (Nebraska)
El municipio de North Franklin (en inglés: North Franklin Township) es un municipio ubicado en el condado de Franklin en el estado estadounidense de Nebraska. En el año 2010 tenía una población de 405 habitantes y una densidad poblacional de 4,33 personas por km².

## Geografía
El municipio de North Franklin se encuentra ubicado en las coordenadas 40°18′25″N 98°46′17″O / 40.30694, -98.77139. Según la Oficina del Censo de los Estados Unidos, el municipio tiene una superficie total de 93.51 km², de la cual 93,48 km² corresponden a tierra firme y (0,03 %) 0,03 km² es agua.

## Demografía
Según el censo de 2010, había 405 personas residiendo en el municipio de North Franklin. La densidad de población era de 4,33 hab./km². De los 405 habitantes, el municipio de North Franklin estaba compuesto por el 97,78 % blancos, el 0,99 % eran amerindios y el 1,23 % eran de una mezcla de razas. Del total de la población el 0,74 % eran hispanos o latinos de cualquier raza.